# 유병희 (배우)
유병희(1980년 5월 29일 ~ )는 대한민국의 배우이다.

## 출연작

### TV 드라마
- 2004년 EBS 어린이드라마 《깡순이》 … 배달의 기수1 역
- 2002년 EBS 청소년드라마 《학교 이야기》
- 1996년 EBS 청소년드라마 《감성세대》 … 유병희 역
- 1994년 EBS 청소년드라마 《언제나 푸른마음》 … 유병희 역

### 영화
- 2008년 《정서적 싸움 2 - “자위적 싸움”》

### 어린이 프로그램
- 2006년 ~ 2009년 EBS 《모여라 딩동댕》